# Batalha de Hannut

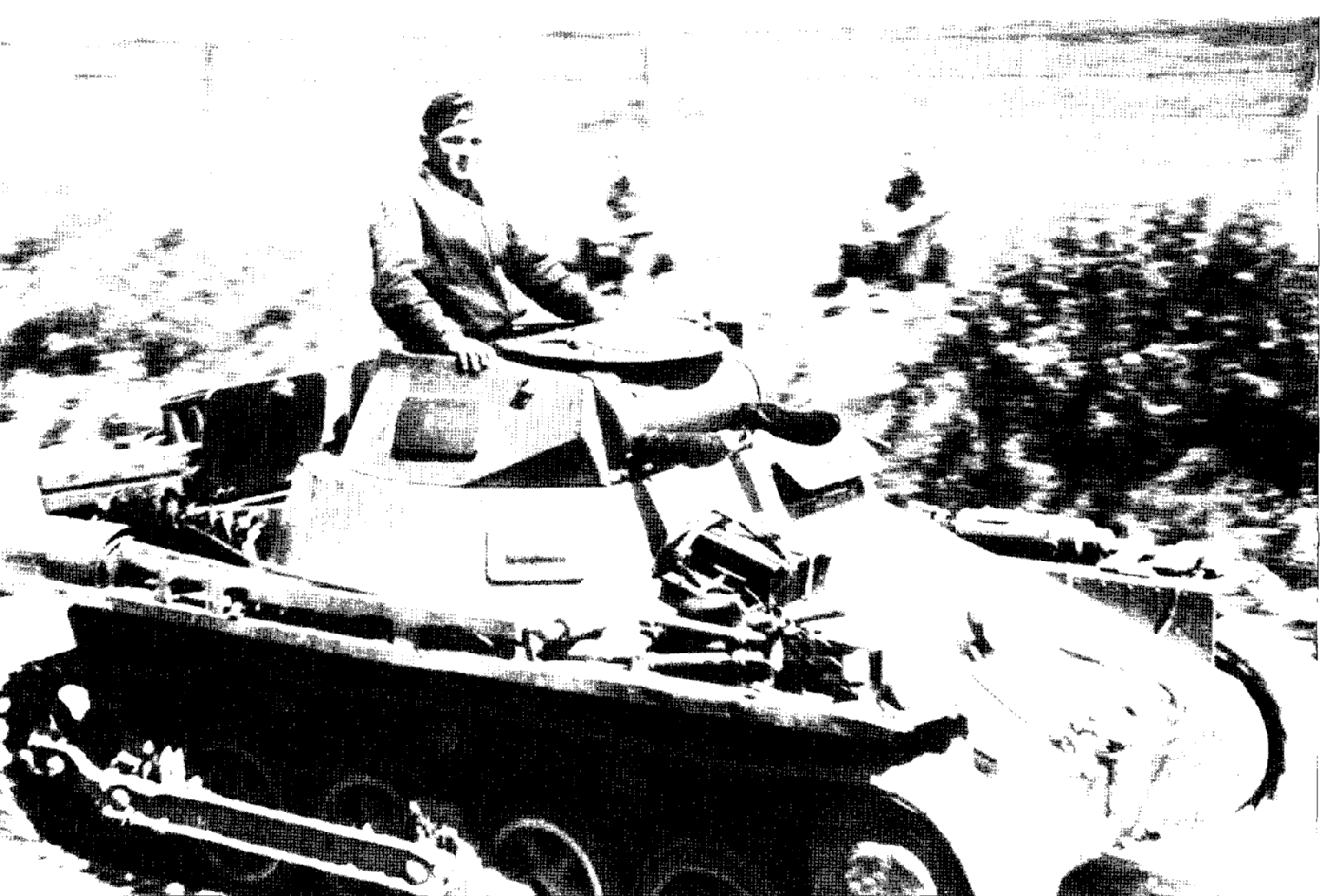
Panzer I Ausf. A durante a invasão da Bélgica.

A Batalha de Hannut foi uma batalha da Segunda Guerra Mundial travada durante a Batalha da Bélgica, que ocorreu entre 12 e 14 de maio de 1940 em Hannut, na Bélgica. Foi a maior batalha de tanques da campanha. Foi também o maior confronto de tanques na história da guerra blindada na época.
O objetivo principal dos alemães era amarrar os elementos mais fortes do Primeiro Exército francês e mantê-lo longe do principal ataque alemão do Grupo de Exércitos A através das Ardenas, conforme estabelecido no plano operacional alemão Fall Gelb (Caso Amarelo), pelo general Erich von Manstein. A fuga alemã das Ardenas estava marcada para 15 de maio, cinco dias após os ataques alemães à Holanda e à Bélgica. O atraso foi para atrair os Aliados a acreditar que o impulso principal seria, como o Plano Schlieffen na Primeira Guerra Mundial, passam pela Bélgica e depois descem para a França. Quando os exércitos aliados avançassem para a Bélgica de acordo com o Plano Dyle, seriam amarrados pelas operações ofensivas alemãs no leste da Bélgica em Hannut e Gembloux. Com o flanco do Primeiro Exército exposto, os alemães poderiam avançar para o Canal da Mancha que cercaria e destruiria as forças aliadas. Para os franceses, o plano na Bélgica era preparar uma defesa prolongada em Gembloux, cerca de 34 km (21 milhas) a oeste de Hannut. Os franceses enviaram duas divisões blindadas para a frente, para realizar uma ação retardadora contra o avanço alemão e dar tempo ao resto do Primeiro Exército para atacar Gembloux.
Os alemães chegaram à área de Hannut apenas dois dias após o início da invasão da Bélgica, mas os franceses derrotaram vários ataques alemães e voltaram a Gembloux como planejado. Os alemães conseguiram amarrar forças aliadas substanciais, que poderiam ter participado da Batalha de Sedan , o ataque através das Ardenas. Os alemães não conseguiram neutralizar completamente o Primeiro Exército francês em Hannut, apesar de infligir baixas significativas.
Os franceses mais uma vez obtiveram sucessos táticos na Batalha de Gembloux de 14 a 15 de maio. No rescaldo dessa batalha, embora seriamente danificado, o Primeiro Exército conseguiu recuar para Lille , onde atrasou os alemães no cerco de Lille e foi fundamental para o reembarque da Força Expedicionária Britânica, tropas francesas e belgas em a evacuação de Dunquerque.